# 애리조나주의 군 목록
미국 애리조나주에는 15개의 군이 있다. 1862년 애리조나 준주 성립법이 발효되면서 애리조나 준주에는 1864년 모하비군·얘버파이군·유마군·피머군의 4개 군이 성립되었다. 이후 분리와 합병을 거쳐 1912년 미국 정식 주가 되었을 때 14개 군이 있었으며, 1983년 유마군에서 러파즈군이 분리되어 현재에 이른다.

## 애리조나 주의 군 목록
| 순번 | 군명(한글)   | 군명(영어)        | 군청소재지   | 설립연도 | 위치         |
| ---- | ------------ | ----------------- | ------------ | -------- | ------------ |
| 1    | 그레이엄군   | Graham County     | 새퍼드       | 1881년   | 그레이엄군   |
| 2    | 그린리군     | Greenlee County   | 클리프턴     | 1909년   | 그린리 군    |
| 3    | 나바호군     | Navajo County     | 홀브루크     | 1895년   | 나바호 군    |
| 4    | 러파즈군     | La Paz County     | 파커         | 1983년   | 러파즈 군    |
| 5    | 매리코파군   | Maricopa County   | 피닉스       | 1871년   | 매리코파 군  |
| 6    | 모하비군     | Mohave County     | 킹먼         | 1864년   | 모하비 군    |
| 7    | 샌타크루즈군 | Santa Cruz County | 너갤리스     | 1899년   | 샌타크루즈군 |
| 8    | 아파치군     | Apache County     | 세인트존스   | 1879년   | 아파치군     |
| 9    | 얘버파이군   | Yavapai County    | 프레스콧     | 1864년   | 얘버파이 군  |
| 10   | 유마군       | Yuma County       | 유마         | 1864년   | 유마 군      |
| 11   | 코치즈군     | Cochise County    | 비즈비       | 1881년   | 코치즈 군    |
| 12   | 코코니노군   | Coconino County   | 플래그스태프 | 1891년   | 코코니노 군  |
| 13   | 파이널군     | Pinal County      | 플로렌스     | 1875년   | 파이널 군    |
| 14   | 피머군       | Pima County       | 투산         | 1864년   | 피머군       |
| 15   | 힐라군       | Gila County       | 글로브       | 1881년   | 힐라군       |